# جودا بي. بنجامين
جودا بي. بنجامين هو شخصية أعمال ودبلوماسي ومحامي ومحام بالقضاء العالي وسياسي أمريكي، ولد في 6 أغسطس 1811 في كريستيانستيد في الولايات المتحدة، وتوفي في 6 مايو 1884 في باريس في فرنسا بسبب مرض. نشط حزبياً في حزب اليمين.

## مناصب
- انتخب عضو مجلس الشيوخ الأمريكي [الإنجليزية]‏ عن دائرة مقعد مجلس الشيوخ في لويزيانا من الدرجة الثانية ‏ وقد انضم خلال فترته النيابية [الإنجليزية]‏ (4 مارس 1859 – 4 فبراير 1861) للكتلة البرلمانية الحزب الديمقراطي.
- انتخب عضو مجلس الشيوخ الأمريكي [الإنجليزية]‏ عن دائرة مقعد مجلس الشيوخ في لويزيانا من الدرجة الثانية ‏ وقد انضم خلال فترته النيابية [الإنجليزية]‏ (4 مارس 1857 – 4 مارس 1859) للكتلة البرلمانية الحزب الديمقراطي.
- انتخب عضو مجلس الشيوخ الأمريكي [الإنجليزية]‏ عن دائرة مقعد مجلس الشيوخ في لويزيانا من الدرجة الثانية ‏ وقد انضم خلال فترته النيابية [الإنجليزية]‏ (4 مارس 1855 – 4 مارس 1857) للكتلة البرلمانية Opposition Party (Southern U.S.) [الإنجليزية]‏.
- انتخب عضو مجلس الشيوخ الأمريكي [الإنجليزية]‏ عن دائرة مقعد مجلس الشيوخ في لويزيانا من الدرجة الثانية ‏ وقد انضم خلال فترته النيابية [الإنجليزية]‏ (4 مارس 1853 – 4 مارس 1855) للكتلة البرلمانية حزب اليمين.
- انتخب Confederate States Attorney General [الإنجليزية]‏ (25 فبراير 1861 – 15 نوفمبر 1861).
- انتخب Confederate States Secretary of War [الإنجليزية]‏ (17 سبتمبر 1861 – 24 مارس 1862).
- انتخب Confederate States Secretary of State [الإنجليزية]‏ (18 مارس 1862 – 10 مايو 1865).
- انتخب عضو مجلس نواب لويزيانا ‏.

## وصلات خارجية
- جودا بي. بنجامين على موقع الموسوعة البريطانية (الإنجليزية)